# Lista de bancos do Brasil
Esta é uma lista de bancos do Brasil. A lista inclui códigos de compensações da Federação Brasileira de Bancos (FEBRABAN). Abaixo estão os bancos autorizados pelo Banco Central do Brasil.

## Bancos estatais
| Cód. | Nome completo                                        | Sigla    | Competência   | Tipo            | Website                     | Comentários                 |
| ---- | ---------------------------------------------------- | -------- | ------------- | --------------- | --------------------------- | --------------------------- |
| —    | Badesul Desenvolvimento                              | BADESUL  | Estadual      | Desenvolvimento | http://www.badesul.com.br/  | Sociedade de economia mista |
| 003  | Banco da Amazônia                                    | BASA     | Federal       | Comercial       | http://www.basa.com.br/     | Sociedade de economia mista |
| 070  | Banco de Brasília                                    | BRB      | Distrital     | Múltiplo        | http://www.brb.com.br/      | Sociedade de economia mista |
| —    | Banco de Desenvolvimento do Espírito Santo           | BANDES   | Estadual      | Desenvolvimento | http://www.bandes.com.br/   | Empresa pública             |
| —    | Banco de Desenvolvimento de Minas Gerais             | BDMG     | Estadual      | Desenvolvimento | http://www.bdmg.mg.gov.br/  | Empresa pública             |
| 001  | Banco do Brasil                                      | BB       | Federal       | Múltiplo        | http://www.bb.com.br/       | Sociedade de economia mista |
| 021  | Banco do Estado do Espírito Santo                    | BANESTES | Estadual      | Múltiplo        | http://www.banestes.com.br/ | Sociedade de economia mista |
| 041  | Banco do Estado do Rio Grande do Sul                 | BANRISUL | Estadual      | Múltiplo        | http://www.banrisul.com.br/ | Sociedade de economia mista |
| 037  | Banco do Estado do Pará                              | BANPARÁ  | Estadual      | Múltiplo        | http://www.banpara.b.br/    | Sociedade de economia mista |
| 047  | Banco do Estado de Sergipe                           | BANESE   | Estadual      | Múltiplo        | http://www.banese.com.br/   | Sociedade de economia mista |
| 004  | Banco do Nordeste                                    | BNB      | Federal       | Múltiplo        | http://www.bnb.gov.br/      | Sociedade de economia mista |
| 007  | Banco Nacional de Desenvolvimento Econômico e Social | BNDES    | Federal       | Desenvolvimento | http://www.bndes.gov.br/    | Empresa pública             |
| —    | Banco Regional de Desenvolvimento do Extremo Sul     | BRDE     | Interestadual | Desenvolvimento | http://www.brde.com.br/     | Empresa pública             |
| 104  | Caixa Econômica Federal                              | CEF      | Federal       | Múltiplo        | http://www.caixa.gov.br/    | Empresa pública             |

## Bancos privados
| Cód. | Nome completo                                | Sigla      | Tipo      | Website                                                   | Comentários                                                                          |
| ---- | -------------------------------------------- | ---------- | --------- | --------------------------------------------------------- | ------------------------------------------------------------------------------------ |
| 121  | Agibank                                      | Agi        | Comercial | http://www.agibank.com.br/                                | Sociedade anônima de capital fechado                                                 |
| 246  | Banco ABC Brasil                             | —          | Múltiplo  | http://www.abcbrasil.com.br                               | Sociedade anônima de capital aberto; subsidiária da Arab Banking Corporation         |
| 075  | Banco ABN AMRO                               | —          | Múltiplo  | —                                                         | Filial brasileira da instituição holandesa ABN AMRO                                  |
| 299  | Banco Afinz                                  | —          | Múltiplo  | http://www.afinz.com.br/                                  | Sociedade anônima de capital fechado                                                 |
| 065  | Banco Andbank (Brasil)                       | —          | Múltiplo  | http://www.andbank-lla.com.br/                            | Filial brasileira da instituição andorrana Andbank                                   |
| 213  | Banco Arbi                                   | —          | Comercial | http://www.arbi.com.br/                                   | Sociedade anônima de capital fechado                                                 |
| 096  | Banco B3                                     | —          | Comercial | http://www.bancob3.com.br/                                | Controlado pelo B3                                                                   |
| 330  | Banco Bari                                   | —          | Múltiplo  | http://www.bancobari.com.br/                              | Sociedade anônima de capital fechado                                                 |
| 318  | Banco BMG                                    | —          | Múltiplo  | http://www.bancobmg.com.br/                               | Sociedade anônima de capital aberto                                                  |
| 752  | Banco BNP Paribas Brasil                     | —          | Múltiplo  | http://www.bnpparibas.com.br/                             | Filial brasileira da instituição francesa BNP Paribas                                |
| 107  | Banco BOCOM BBM                              | —          | Múltiplo  | http://www.bancobbm.com.br/                               | Sociedade anônima de capital fechado; controlado pelo Banco de Comunicações da China |
| 741  | Banco BRP                                    | —          | Múltiplo  | http://www.brp.com.br/                                    | Sociedade anônima de capital fechado                                                 |
| 218  | Banco BS2                                    | —          | Múltiplo  | http://www.bancobs2.com.br/                               | Sociedade anônima de capital fechado                                                 |
| 655  | Banco BV                                     | —          | Múltiplo  | http://www.bv.com.br/                                     | Votorantim S/A (50%); Banco do Brasil (50%)                                          |
| 473  | Banco Caixa Geral - Brasil                   | BCG-Brasil | Múltiplo  | http://www.bcgbrasil.com.br/                              | Filial brasileira da instituição portuguesa Caixa Geral de Depósitos                 |
| 040  | Banco Cargill                                | —          | Múltiplo  | http://www.bancocargill.com.br/                           | Instituição financeira ligada à Cargill                                              |
| 266  | Banco Cédula                                 | —          | Múltiplo  | http://www.bancocedula.com.br/                            | Sociedade anônima de capital fechado                                                 |
| 241  | Banco Clássico                               | —          | Múltiplo  | http://www.bancoclassico.com.br/                          | Sociedade anônima de capital fechado                                                 |
| —    | Banco CNH Industrial Capital                 | —          | Múltiplo  | —                                                         | Instituição financeira ligada à CNH Industrial                                       |
| 095  | Banco Confidence                             | —          | —         | http://www.bancoconfidence.com.br/                        | Instituição financeira ligada ao Grupo Confidence                                    |
| 222  | Banco Crédit Agricole Brasil                 | —          | Múltiplo  | http://www.ca-cib.com/pt-br/brasil/                       | Filial brasileira da instituição francesa Crédit Agricole                            |
| —    | Banco CSF                                    | —          | Múltiplo  | —                                                         | Instituição financeira ligada ao Grupo Carrefour Brasil                              |
| 707  | Banco Daycoval                               | —          | Múltiplo  | http://www.daycoval.com.br/                               | Sociedade anônima de capital fechado                                                 |
| 654  | Banco Digimais                               | —          | Múltiplo  | http://www.bancodigimais.com.br/                          | Controlado pelo Grupo Record                                                         |
| —    | Banco Digio                                  | —          | Múltiplo  | http://www.digio.com.br/                                  | Controlado pelo Bradesco                                                             |
| 265  | Banco Fator                                  | —          | Múltiplo  | http://www.fator.com.br/                                  | Sociedade anônima de capital fechado                                                 |
| 224  | Banco Fibra                                  | —          | Múltiplo  | http://www.bancofibra.com.br/                             | Sociedade anônima de capital fechado; controlado pelo Grupo Vicunha                  |
| 094  | Banco Finaxis                                | —          | Comercial | http://www.bancofinaxis.com.br/                           | Sociedade anônima de capital fechado                                                 |
| 125  | Banco Genial                                 | —          | Múltiplo  | http://www.bancogenial.com/                               | Controlado pelo Grupo Genial                                                         |
| 612  | Banco Guanabara                              | —          | Múltiplo  | http://www.bancoguanabara.com.br/                         | Controlado pelo Grupo Guanabara                                                      |
| —    | Banco Honda                                  | —          | Múltiplo  | http://www.bancohonda.com.br/                             | Instituição financeira ligada à Honda                                                |
| —    | Banco Hyundai Capital Brasil                 | —          | Múltiplo  | http://www.hyundaicapitalbrasil.com/                      | Instituição financeira ligada à Hyundai Motor Brasil                                 |
| —    | Banco IBM                                    | —          | Múltiplo  | http://www.ibm.com/financing/br/                          | Instituição financeira ligada à IBM Brasil                                           |
| 604  | Banco Industrial do Brasil                   | —          | Múltiplo  | http://www.bancoindustrial.com.br/                        | Sociedade anônima de capital fechado                                                 |
| 217  | Banco John Deere                             | —          | Múltiplo  | —                                                         | Instituição financeira ligada à John Deere                                           |
| 376  | Banco JP Morgan                              | —          | Múltiplo  | —                                                         | Filial brasileira da instituição norte-americana JP Morgan & Co.                     |
| 076  | Banco KDB                                    | —          | Múltiplo  | http://www.bancokdb.com.br/                               | Filial brasileira da instituição sul-coreana Korea Development Bank                  |
| 757  | Banco KEB HANA do Brasil                     | —          | Comercial | http://www.bancokeb.com.br/                               | Filial brasileira da instituição sul-coreana Hana Bank                               |
| —    | Banco Komatsu                                | —          | Múltiplo  | http://www.bancokomatsu.com.br/                           | Instituição financeira ligada à Komatsu                                              |
| 600  | Banco Luso Brasileiro                        | —          | Múltiplo  | http://www.lusobrasileiro.com.br/                         | Controlado pela RuasInvest                                                           |
| 243  | Banco Master                                 | —          | Comercial | http://www.bancomaster.com.br/                            | Sociedade anônima de capital fechado                                                 |
| 389  | Banco Mercantil do Brasil                    | —          | Múltiplo  | http://www.mercantildobrasil.com.br/                      | Sociedade anônima de capital aberto                                                  |
| —    | Banco Mercedes-Benz do Brasil                | —          | Múltiplo  | http://www.bancomercedesbenz.com.br/                      | Instituição financeira ligada à Mercedes-Benz do Brasil                              |
| 370  | Banco Mizuho do Brasil                       | —          | Múltiplo  | http://www.mizuhobank.com/brazil/pt/                      | Filial brasileira da instituição japonesa Mizuho Financial Group                     |
| 746  | Banco Modal                                  | —          | Múltiplo  | http://www.modal.com.br/                                  | Controlado pela XP Inc.                                                              |
| —    | Banco Moneo                                  | —          | Múltiplo  | http://www.bancomoneo.com.br/                             | Instituição financeira ligada à Marcopolo                                            |
| 066  | Banco Morgan Stanley                         | —          | Múltiplo  | —                                                         | Filial brasileira da instituição norte-americana Morgan Stanley                      |
| 456  | Banco MUFG Brasil                            | —          | Múltiplo  | http://www.br.bk.mufg.jp/                                 | Filial brasileira da instituição japonesa Mitsubishi UFJ Financial Group             |
| 212  | Banco Original                               | —          | Múltiplo  | http://www.original.com.br/                               | Controlado pela J&F Investimentos                                                    |
| 623  | Banco PAN                                    | —          | Múltiplo  | http://www.bancopan.com.br/                               | Sociedade anônima de capital aberto; controlado pelo BTG Pactual                     |
| 611  | Banco Paulista                               | —          | Múltiplo  | http://www.bancopaulista.com.br/                          | Sociedade anônima de capital fechado                                                 |
| 643  | Banco Pine                                   | —          | Múltiplo  | http://www.pine.com/                                      | Sociedade anônima de capital aberto                                                  |
| 747  | Banco Rabobank International Brasil          | —          | Múltiplo  | http://www.rabobank.com.br/                               | Filial brasileira da instituição holandesa Rabobank                                  |
| —    | Banco Randon                                 | —          | Múltiplo  | http://www.bancorandon.com/                               | Instituição financeira ligada à Randon                                               |
| —    | Banco RCI Brasil                             | —          | Múltiplo  | http://www.bancorenault.com.br/                           | Instituição financeira ligado à Renault do Brasil                                    |
| 633  | Banco Rendimento                             | —          | Comercial | http://www.rendimento.com.br/                             | Sociedade anônima de capital fechado                                                 |
| 720  | Banco RNX                                    | —          | Múltiplo  | http://www.bancornx.com.br/                               | Sociedade anônima de capital fechado                                                 |
| 120  | Banco Rodobens                               | —          | Múltiplo  | http://www.rodobens.com.br/                               | Instituição financeira ligada à Rodobens                                             |
| 422  | Banco Safra                                  | —          | Múltiplo  | http://www.safra.com.br/                                  | Sociedade anônima de capital fechado                                                 |
| 743  | Banco Semear                                 | —          | Múltiplo  | http://www.bancosemear.com.br/                            | Sociedade anônima de capital fechado                                                 |
| 276  | Banco Senff                                  | —          | Múltiplo  | http://www.senff.com.br/                                  | Controlado pela Senff                                                                |
| 366  | Banco Société Générale Brasil                | —          | Múltiplo  | http://www.sgbrasil.com.br/                               | Filial brasileira da instituição francesa Société Générale                           |
| 637  | Banco Sofisa                                 | —          | Múltiplo  | http://www.sofisa.com.br/                                 | Sociedade anônima de capital fechado                                                 |
| —    | Banco Stellantis                             | —          | Múltiplo  | http://www.bancostellantis.com.br/                        | Instituição financeira ligada à Stellantis                                           |
| 464  | Banco Sumitomo Mitsui Brasileiro             | —          | Múltiplo  | http://www.smbcgroup.com.br/                              | Filial brasileira da instituição japonesa Sumitomo Mitsui Financial Group            |
| 082  | Banco Topázio                                | —          | Múltiplo  | http://www.bancotopazio.com.br/                           | Sociedade anônima de capital fechado                                                 |
| —    | Banco Toyota do Brasil                       | —          | Múltiplo  | http://www.bancotoyota.com.br/                            | Instituição financeira ligada à Toyota do Brasil                                     |
| 018  | Banco Tricury                                | —          | Múltiplo  | http://www.bancotricury.com.br/                           | Sociedade anônima de capital fechado                                                 |
| 653  | Banco Voiter                                 | —          | Múltiplo  | http://www.voiter.com/                                    | Controlado pelo Banco Master                                                         |
| —    | Banco Volvo Brasil                           | —          | Múltiplo  | —                                                         | Instituição financeira ligada à Volvo                                                |
| 610  | Banco VR                                     | —          | Múltiplo  | http://www.vrinvestimentos.com.br/                        | Controlado pela VR Benefícios                                                        |
| 119  | Banco Western Union do Brasil                | —          | Comercial | http://www.bancowesternunion.com.br/                      | Instituição financeira ligada à Western Union                                        |
| 124  | Banco Woori Bank do Brasil                   | —          | Múltiplo  | http://www.wooribank.com.br/                              | Filial brasileira da instituição sul-coreana Woori Bank                              |
| —    | Banco XCMG Brasil                            | —          | Múltiplo  | http://www.bancoxcmg.com.br/                              | Instituição financeira ligada à XCMG                                                 |
| 348  | Banco XP                                     | —          | Múltiplo  | —                                                         | Controlado pela XP Inc.                                                              |
| —    | Banco Yamaha Motor do Brasil                 | —          | Múltiplo  | —                                                         | Instituição financeira ligada à Yamaha Motor Corporation                             |
| 755  | Bank of America Merrill Lynch Banco Múltiplo | —          | Múltiplo  | —                                                         | Filial brasileira da instituição norte-americana Bank of America Merrill Lynch       |
| 320  | Bank of China (Brasil) Banco Múltiplo        | —          | Múltiplo  | http://www.br.ccb.com/                                    | Filial brasileira da instituição chinesa Bank of China                               |
| 017  | BNY Mellon Banco                             | —          | Comercial | http://www.bnymellon.com.br/                              | Filial brasileira da instituição norte-americana BNY Mellon                          |
| 237  | Bradesco                                     | —          | Múltiplo  | http://www.bradesco.com.br/                               | Sociedade anônima de capital aberto                                                  |
| 036  | Bradesco BBI                                 | —          | Múltiplo  | http://www.bradescobbi.com.br/                            | Subsidiária do Bradesco                                                              |
| 208  | BTG Pactual                                  | —          | Múltiplo  | http://www.btgpactual.com.br/                             | Sociedade anônima de capital aberto                                                  |
| —    | C6 Bank                                      | —          | Múltiplo  | http://www.c6bank.com.br/                                 | Sociedade anônima de capital fechado; JPMorgan (46%), TIM Brasil (1,4%)              |
| —    | Cat Financial                                | —          | Múltiplo  | http://www.catfinancial.com.br/                           | Instituição financeira ligada à Caterpillar Inc.                                     |
| —    | Chevrolet Serviços Financeiros               | —          | Múltiplo  | http://www.chevroletsf.com.br/                            | Instituição financeira ligada à General Motors do Brasil                             |
| 745  | Citibank Brasil                              | Citi       | Múltiplo  | https://corporateportal.brazil.citibank.com/              | Filial brasileira da instituição norte-americana Citibank                            |
| 487  | Deutsche Bank - Banco Alemão                 | —          | Múltiplo  | http://www.deutsche-bank.com.br/                          | Filial brasileira da instituição alemã Deutsche Bank                                 |
| —    | Ford Credit                                  | —          | Múltiplo  | http://www.ford.com.br/compre-o-seu/servicos-financeiros/ | Instituição financeira ligada à Ford do Brasil                                       |
| 064  | Goldman Sachs do Brasil Banco Múltiplo       | —          | Múltiplo  | —                                                         | Filial brasileira da instituição norte-americana Goldman Sachs                       |
| 078  | Haitong Banco de Investimento do Brasil      | —          | —         | http://www.haitongib.com.br/                              | Filial brasileira da instiuição chinesa Haitong Bank                                 |
| 132  | ICBC do Brasil Banco Múltiplo                | —          | Múltiplo  | http://www.icbcbr.com.br/                                 | Filial brasileira da instituição chinesa Industrial and Commercial Bank of China     |
| 139  | Intesa Sanpaolo Brasil - Banco Múltiplo      | —          | Múltiplo  | http://www.intesasanpaolobrasil.com.br/                   | Filial brasileira da instituição italiana Intesa Sanpaolo                            |
| 184  | Itaú BBA                                     | —          | —         | http://www.itaubba.com.br/                                | Subsidiária do Itaú Unibanco                                                         |
| 341  | Itaú Unibanco                                | Itaú       | Múltiplo  | http://www.itau.com.br/                                   | Sociedade anônima de capital aberto                                                  |
| 077  | Inter                                        | —          | Múltiplo  | http://www.inter.com.br/                                  | Sociedade anônima de capital aberto                                                  |
| 630  | Letsbank                                     | —          | Múltiplo  | http://www.letsbank.com.br/                               | Sociedade anônima de capital fechado                                                 |
| —    | NBC Bank                                     | —          | Múltiplo  | http://www.nbcbank.com.br/                                | Sociedade anônima de capital fechado                                                 |
| —    | Next                                         | —          | Múltiplo  | http://www.next.com.br/                                   | Controlado pelo Bradesco                                                             |
| —    | Nubank                                       | —          | Múltiplo  | http://www.nubank.com.br/                                 | Sociedade anônima de capital aberto                                                  |
| 613  | Omni Banco                                   | —          | Múltiplo  | http://www.omni.com.br/                                   | Subsidiária da Omni                                                                  |
| 712  | Ouribank                                     | —          | Múltiplo  | http://www.ouribank.com/                                  | Sociedade anônima de capital fechado                                                 |
| —    | PACCAR Financial                             | —          | Múltiplo  | http://www.paccarfinancial.com.br/                        | Instituição financeira ligada à Paccar                                               |
| —    | PagBank                                      | —          | Múltiplo  | http://www.pagbank.com.br/                                | Instituição financeira ligada ao Grupo UOL                                           |
| 254  | Paraná Banco                                 | —          | Múltiplo  | http://www.paranabanco.com.br/                            | Sociedade anônima de capital aberto                                                  |
| 033  | Santander Brasil                             | —          | Múltiplo  | http://www.santander.com.br/                              | Sociedade anônima de capital aberto; subsidiária do Grupo Santander                  |
| —    | Scania Banco                                 | —          | Múltiplo  | http://www.scaniabanco.com.br/                            | Instituição financeira ligada á Scania                                               |
| 751  | Scotiabank Brasil                            | —          | Múltiplo  | http://www.br.scotiabank.com/                             | Filial brasileira da instituição canadense Scotiabank                                |
| —    | Social Bank                                  | —          | Múltiplo  | —                                                         | Sociedade anônima de capital fechado                                                 |
| 014  | State Street Brasil - Banco Comercial        | —          | Comercial | —                                                         | Filial brasileira da instituição norte-americana State Street Corporation            |
| 634  | Tribanco                                     | —          | Múltiplo  | http://www.tribanco.com.br/                               | Controlado pelo Grupo Martins                                                        |
| —    | Volkswagen Financial Services                | —          | Múltiplo  | http://www.vwfs.com.br/                                   | Instituição financeira ligada à Volkswagen Brasil                                    |
| —    | Will Bank                                    | —          | Múltiplo  | http://www.willbank.com.br/                               | Sociedade anônima de capital fechado                                                 |

## Cooperativas de crédito
| Cód. | Nome completo                                                                              | Sigla   | Website                    |
| ---- | ------------------------------------------------------------------------------------------ | ------- | -------------------------- |
| —    | Confederação Nacional das Cooperativas Centrais de Crédito e Economia Familiar e Solidária | Cresol  | http://www.cresol.com.br/  |
| 085  | Sistema de Cooperativas de Crédito                                                         | Ailos   | http://www.ailos.coop.br/  |
| 756  | Sistema de Cooperativas de Crédito do Brasil                                               | Sicoob  | http://www.sicoob.com.br/  |
| 748  | Sistema de Crédito Cooperativo                                                             | Sicredi | http://www.sicredi.com.br/ |
| 136  | Unicred                                                                                    | —       | http://www.unicred.com.br/ |

## Bancos extintos

### Década de 1960
| Nome completo            | Sigla   | Ano de extinção | Notas                                                       |
| ------------------------ | ------- | --------------- | ----------------------------------------------------------- |
| Banco Federal de Crédito | —       | 1964            | Fundiu-se com o Banco Itaú para formar o Banco Federal Itaú |
| Banco Agrícola Mercantil | Agrimer | 1967            | Fundiu-se com o Banco Moreira Salles para formar o Unibanco |

### Década de 1970
| Nome completo                             | Sigla     | Ano de extinção | Notas |
| ----------------------------------------- | --------- | --------------- | --- |
| Banco Mineiro do Oeste                    | —         | 1970            | Vendido para o Bradesco                                                                                              |
| Banco Predial do Estado do Rio de Janeiro | —         | 1970            | Vendido para o Unibanco                                                                                              |
| Banco da Lavoura de Minas Gerais          | —         | 1971            | Dividido entre Banco Real e Banco Bandeirantes                                                                       |
| Banco da Província                        | —         | 1972            | Fundiu-se com o Banco Nacional do Comércio e o Banco Industrial e Comercial do Sul para formar o Banco Sulbrasileiro |
| Banco Nacional do Comércio                | Banmércio | 1972            | Fundiu-se com o Banco da Província e o Banco Industrial e Comercial do Sul para formar o Banco Sulbrasileiro         |
| Banco Industrial e Comercial do Sul       | Sulbanco  | 1972            | Fundiu-se com o Banco da Província e o Banco Nacional do Comércio para formar o Banco Sulbrasileiro                  |
| Banco Comercial do Estado de São Paulo    | —         | 1972            | Vendido para o Banco União Comercial (BUC)                                                                           |
| Banco Andrade Arnaud                      | —         | 1972            | Vendido para o Banco Halles                                                                                          |
| Banco Industrial de Campina Grande        | —         | 1972            | Vendido para o Banco Mercantil do Brasil                                                                             |
| Banco União Comercial                     | BUC       | 1974            | Vendido para o Itaú                                                                                                  |
| Banco Halles                              | —         | 1974            | Liquidado. Vendido para o Banco do Estado da Guanabara (BEG).                                                        |
| Banco do Estado da Guanabara              | BEG       | 1975            | Fundiu-se com o BERJ para formar o BANERJ                                                                            |
| Banco do Estado do Rio de Janeiro         | BERJ      | 1975            | Fundiu-se com o BEG para formar o BANERJ                                                                             |

### Década de 1980
| Nome completo               | Sigla | Ano de extinção | Notas                                                                          |
| --------------------------- | ----- | --------------- | ------------------------------------------------------------------------------ |
| Banco Auxiliar              | —     | 1985            | Liquidado                                                                      |
| Banco Comind                | —     | 1985            | Liquidado                                                                      |
| Banco Maisonnave            | —     | 1985            | Liquidado                                                                      |
| Banco Habitasul             | —     | 1985            | Liquidado. Fundiu-se com o Banco Sulbrasileiro para formar o Banco Meridional. |
| Banco Sulbrasileiro         | —     | 1985            | Liquidado. Fundiu-se com o Banco Habitasul para formar o Banco Meridional.     |
| Banco Nacional da Habitação | BNH   | 1986            | Incorporado pela Caixa Econômica Federal                                       |
| Banco Pinto de Magalhães    | —     | 1986            | Vendido para o Itaú                                                            |

### Década de 1990
| Nome completo                                 | Sigla      | Ano de extinção | Notas                                                                                   |
| --------------------------------------------- | ---------- | --------------- | --------------------------------------------------------------------------------------- |
| Banco Nacional de Crédito Cooperativo         | BNCC       | 1990            | Extinto. Liquidado em 1995.                                                             |
| Banco do Estado do Rio Grande do Norte        | BANDERN    | 1990            | Extinto. Liquidado em 2008.                                                             |
| Caixa Econômica do Estado de Minas Gerais     | MinasCaixa | 1991            | Liquidado. Extinto em 1998.                                                             |
| Banco Econômico                               | —          | 1995            | O lado bom foi vendido para o Banco Excel e o lado ruim foi vendido para o BTG Pactual. |
| Banco Nacional                                | —          | 1995            | O lado bom foi vendido para o Unibanco, atualmente o banco se encontra em liquidação.   |
| Bamerindus                                    | —          | 1997            | Vendido para o HSBC                                                                     |
| Banco Multiplic                               | —          | 1997            | Vendido para o Lloyds Bank                                                              |
| Banco Geral do Comércio                       | —          | 1997            | Vendido para o Santander                                                                |
| Banco América do Sul                          | —          | 1998            | Vendido para o Banco Sudameris Brasil                                                   |
| Banco da Bahia                                | —          | 1998            | Transformado em Banco BBM                                                               |
| Banco do Estado de Minas Gerais               | BEMGE      | 1998            | Vendido para o Itaú                                                                     |
| Banco Excel-Econômico                         | —          | 1998            | Vendido para o BBV                                                                      |
| Banco Garantia                                | —          | 1998            | Vendido para o Credit Suisse                                                            |
| Banco Noroeste                                | —          | 1998            | Vendido para o Santander                                                                |
| Caixa Econômica Estadual do Rio Grande do Sul | CEE/RS     | 1998            | Incorporado pelo Banco do Estado do Rio Grande do Sul (Banrisul)                        |
| Banco de Crédito Real de Minas Gerais         | Credireal  | 1998            | Vendido para o Banco de Crédito Nacional (BCN)                                          |
| Banco do Estado da Bahia                      | BANEB      | 1999            | Vendido para o Bradesco                                                                 |
| Banco Marka                                   | —          | 1999            | Liquidado                                                                               |

### Década de 2000
| Nome completo                     | Sigla     | Ano de extinção | Notas                                                               |
| --------------------------------- | --------- | --------------- | ------------------------------------------------------------------- |
| Banco Bandeirantes                | —         | 2000            | Vendido para o Unibanco                                             |
| Banco Boavista                    | —         | 2000            | Vendido para o Bradesco, através do Banco de Crédito Nacional (BCN) |
| Banco Bozano, Simonsen            | —         | 2000            | Vendido para o Santander                                            |
| Banco Meridional                  | —         | 2000            | Vendido para o Santander                                            |
| Banco Icatu                       | —         | 2000            | Vendido para o Banco BBA                                            |
| Banco do Estado do Paraná         | BANESTADO | 2000            | Vendido para o Itaú                                                 |
| Banco do Estado de Goiás          | BEG       | 2001            | Vendido para o Itaú                                                 |
| Banco do Estado da Paraíba        | PARAIBAN  | 2001            | Vendido para o ABN AMRO, através do Banco Real                      |
| Banco do Estado de São Paulo      | BANESPA   | 2001            | Vendido para o Santander                                            |
| Banco Cidade                      | —         | 2002            | Vendido para o Bradesco, através do Banco de Crédito Nacional (BCN) |
| Banco do Estado do Amazonas       | BEA       | 2002            | Vendido para o Bradesco                                             |
| Banco Mercantil de São Paulo      | —         | 2002            | Vendido para o Bradesco                                             |
| Banco BBA                         | —         | 2002            | Vendido para o Itaú. Atualmente transformado em Itaú BBA.           |
| Bancesa                           | —         | 2003            | Liquidado                                                           |
| BBV Banco                         | —         | 2003            | Vendido para o Bradesco                                             |
| Lloyds TSB Brasil                 | —         | 2003            | Vendido para o HSBC Brasil                                          |
| Banco de Crédito Nacional         | BCN       | 2004            | Incorporado pelo Bradesco                                           |
| Banco do Estado do Maranhão       | BEM       | 2004            | Vendido para o Bradesco                                             |
| Banco do Estado do Rio de Janeiro | BANERJ    | 2004            | Incorporado pelo Itaú                                               |
| Banco Santos                      | —         | 2005            | Falido                                                              |
| Banco do Estado de Pernambuco     | BANDEPE   | 2006            | Incorporado pelo Banco Real                                         |
| Banco do Estado do Ceará          | BEC       | 2006            | Vendido para o Bradesco                                             |
| Banco Sudameris Brasil            | —         | 2007            | Incorporado pelo Banco Real                                         |
| BankBoston Brasil                 | —         | 2007            | Vendido para o Itaú                                                 |
| Banco BMC                         | —         | 2008            | Vendido para o Bradesco                                             |
| Banco do Estado do Piauí          | BEP       | 2008            | Vendido para o Banco do Brasil                                      |
| Banco Popular do Brasil           | BPB       | 2008            | Incorporado pelo Banco do Brasil                                    |
| Banco do Estado de Santa Catarina | BESC      | 2009            | Vendido para o Banco do Brasil                                      |
| Nossa Caixa                       | —         | 2009            | Vendido para o Banco do Brasil                                      |

### Década de 2010
| Nome completo                      | Sigla    | Ano de extinção | Notas                                                                                 |
| ---------------------------------- | -------- | --------------- | ------------------------------------------------------------------------------------- |
| Unibanco                           | —        | 2010            | Absorvido e transformado em Itaú Unibanco                                             |
| Banco Real                         | —        | 2010            | Absorvido e transformado em Santander                                                 |
| Banco JBS                          | —        | 2011            | Fundiu-se com o Banco Matone para formar o Banco Original                             |
| Banco Matone                       | —        | 2011            | Fundiu-se com o Banco JBS para formar o Banco Original                                |
| Banco Industrial e Comercial       | BicBanco | 2013            | Adquirido pela China Construction Bank                                                |
| Banco Rural                        | —        | 2013            | Liquidado                                                                             |
| Banco Cacique                      | —        | 2015            | Extinto                                                                               |
| Banco Cruzeiro do Sul              | —        | 2015            | Falido                                                                                |
| Banco Morada                       | —        | 2015            | Falido                                                                                |
| Banco Opportunity                  | —        | 2015            | Cancelado pelo Banco Central                                                          |
| HSBC Brasil                        | —        | 2016            | Absorvido pelo Bradesco. Atualmente possui seu escritório de representação no Brasil. |
| Banco de Desenvolvimento do Paraná | BADEP    | 2018            | Liquidado                                                                             |
| Banco Neon                         | —        | 2018            | Liquidado. Atualmente atua como uma operadora de cartões de crédito.                  |

### Década de 2020
| Nome completo | Sigla | Ano de extinção | Notas                        |
| ------------- | ----- | --------------- | ---------------------------- |
| Banco Alfa    | —     | 2023            | Incorporado pelo Banco Safra |